# سالاير
سالاير (بالروسية: Салаир) هي إحدى مدن روسيا في مقاطعة كيمروفسكايا.